# کاترین زابوروفسکی
کاترین زابوروفسکی (انگلیسی: Cathrine Zaborowski؛ زادهٔ ۳ اوت ۱۹۷۱) بازیکن فوتبال اهل نروژ است.
وی همچنین در تیم ملی فوتبال زنان نروژ بازی کرده‌است.
وی در مسابقات کشوری و بین‌المللی در مجموع برندهٔ ۱ مدال نقره شده‌است.